# Diszkont vasúttársaság

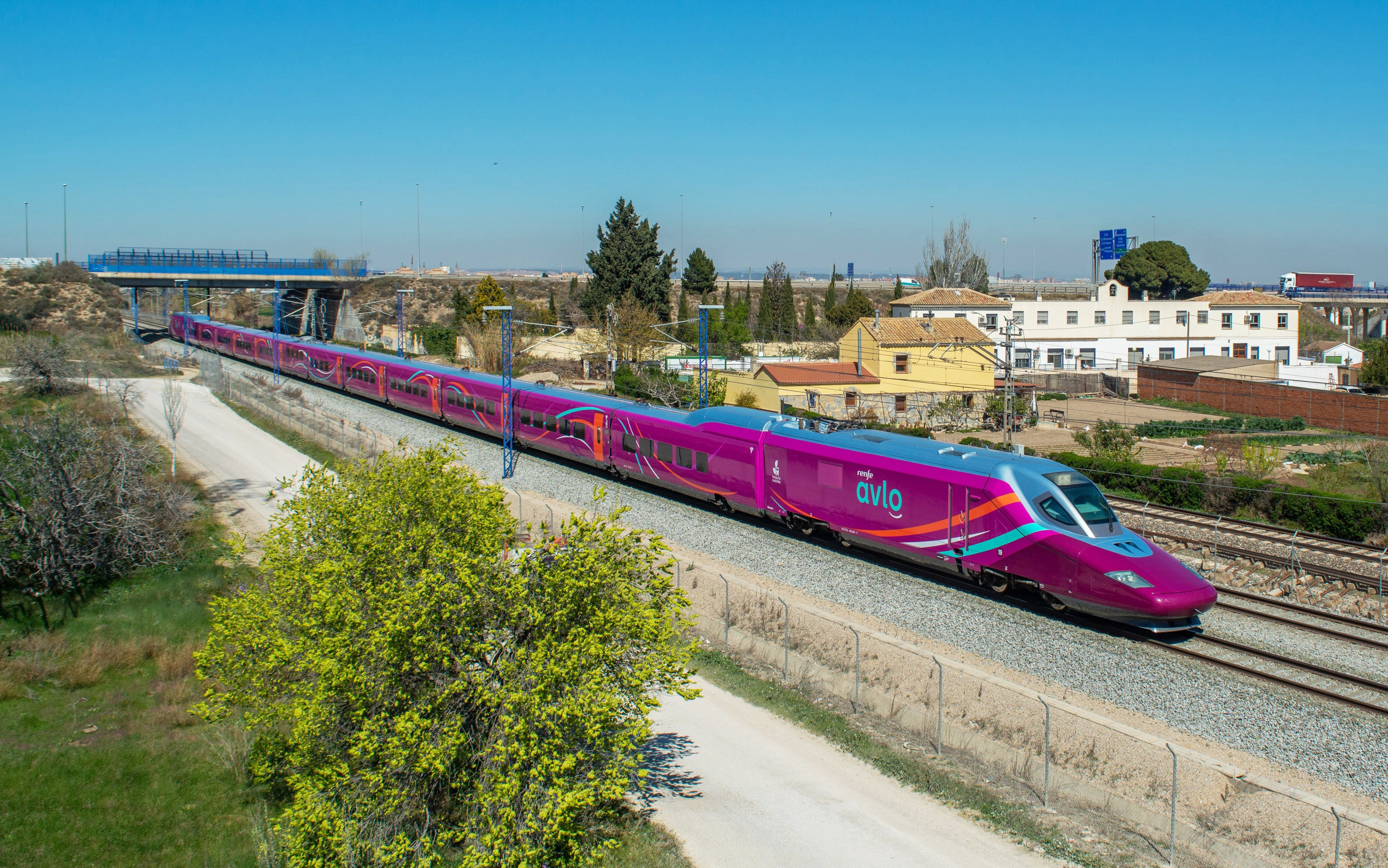
Egy spanyol Avlo járat

A diszkont vasúttársaság olyan személyszállítással foglalkozó vasúti operátor, mely olcsóbb jegyárakat kínál olyan vasúti viszonylatokon, ahol más, többnyire állami szolgáltató is közlekedtet járatokat.
Néhány év késéssel jelentek meg a diszkont légitársaságok után a vasúti közlekedés piacán. Olcsóbb jegyárakat kínálnak, mint az állami társaságok, alacsonyabb szolgáltatások mellett.
Ilyenek például:
- csak internetes jegyvásárlási lehetőség;
- sűrűbben székezett vasúti járművek;
- kevésbé frekventált helyen fekvő vasútállomások használata;
- alacsonyabb pályahasználati díjat kérő vasútvonalak használata;
- minimalizált fedélzeti szolgáltatások (étkezőkocsi hiánya...);